# Kosárlabda a 2015. évi Európa-játékokon
A 2015. évi Európa-játékokon a kosárlabdatornákat június 23. és 26. között tartották. A férfiaknál és a nőknél egyaránt 16 csapat, küzdött meg a bajnoki címért. A tornán a 3x3 kosárlabda szakág versenyszámát rendezték meg.

## Éremtáblázat
|          | Ország              | Arany | Ezüst | Bronz | Összesen |
| 1.       | Oroszország (RUS)   | 2     | 0     | 0     | 2        |
|          |                     |       |       |       |          |
| 2.       | Spanyolország (ESP) | 0     | 1     | 1     | 2        |
| 3.       | Ukrajna (UKR)       | 0     | 1     | 0     | 1        |
|          |                     |       |       |       |          |
| 4.       | Szerbia (SRB)       | 0     | 0     | 1     | 1        |
| Összesen | Összesen            | 2     | 2     | 2     | 6        |

## Érmesek

### Férfi torna
| A 2015. évi Európa-játékok érmesei férfi kosárlabdában                                     | A 2015. évi Európa-játékok érmesei férfi kosárlabdában                                                                           | A 2015. évi Európa-játékok érmesei férfi kosárlabdában                              | A 2015. évi Európa-játékok érmesei férfi kosárlabdában |
| ------------------------------------------------------------------------------------------ | --- | ----------------------------------------------------------------------------------- | ------------------------------------------------------ |
| arany                                                                                      | ezüst | bronz                                                                               |                                                        |
| Oroszország (RUS) · Ilia Aleksandrov · Aleksandr Pavlov · Andrey Kanygin · Leopold Lagutin | Spanyolország (ESP) · Jose Ignacio Martin Monzon · Alejandro Llorca Castillo · Sergio de la Fuente Valdizan · Juan Vasco Trabado | Szerbia (SRB) · Dejan Majstorovic · Dusan Domovic-Bulut · Marko Zdero · Marko Savic |                                                        |

### Női torna
| A 2015. évi Európa-játékok érmesei női kosárlabdában                                             | A 2015. évi Európa-játékok érmesei női kosárlabdában                                   | A 2015. évi Európa-játékok érmesei női kosárlabdában                                                                                   | A 2015. évi Európa-játékok érmesei női kosárlabdában |
| ------------------------------------------------------------------------------------------------ | -------------------------------------------------------------------------------------- | --- | ---------------------------------------------------- |
| arany                                                                                            | ezüst                                                                                  | bronz |                                                      |
| Oroszország (RUS) · Tatiana Petrushina · Tatiana Vidmer · Mariia Cherepanova · Anna Leshkovtseva | Ukrajna (UKR) · Krystyna Matsko · Olga Maznichenko · Ganna Zarytska · Victoriia Paziuk | Spanyolország (ESP) · Rita Esther Montenegro Santana · Maria Aranzazu Gomez Novo · Vega Gimeno Martinez · Inmaculada Zanoguera Garcias |                                                      |